# 감중공원
감중공원은 인천광역시 서구 가좌동에 위치한 근린공원이다. 산업단지 주변에 휴식 공간 및 쉼터를 만들어, 인근에 있는 주민 및 직장인들이 이용하는 공원이다. 주요 시설로는 어르신들을 위한 정자 및 다양한 운동시설 그리고 어린이들을 위한 현대식 놀이시설까지 완비되어 있다. 체육 시설로는 배드민턴장과 농구장이 각각 병설되어 있으며, 여름에는 분수대도 가동된다.

## 이용 안내
- 이용 시간 : 24시간 제한 없이 무조건 가능
- 반려동물 출입 여부 : 가능

## 주요 시설
- 화장실
- 놀이터
- 분수대
- 배드민턴장
- 농구장